# Black Sun Aeon
Black Sun Aeon war ein Musikprojekt, das der finnische Musiker Tuomas Saukkonen 2008 in Lahti gründete, da einige der von ihm verfassten Lieder nicht zum Stil seiner Hauptbands Before the Dawn und The Final Harvest sowie weiterer von ihm gegründeter Soloprojekte passten. 2013 löste sich Black Sun Aeon auf.

## Bandgeschichte
2008 startete Tuomas Saukkonen das Soloprojekt „Black Sun Aeon“. So spielte Saukkonen im Studio sämtliche Instrumente für Darkness Walks Beside Me und Routa selbst ein. Für den Gesang bekam er jedoch Unterstützung durch einige Gastmusiker, nämlich Tomi Koivusaari (Amorphis), Ville Sorvali von Moonsorrow, Janica Lönn von Lunar Path, Mynni Luukkainen von Sotajumala und Mikko Heikkilä von Sinamore. Die beiden Letzteren sind auch bei den Live-Auftritten als Sänger bzw. Gitarristen aktiv. Saukkonen selbst sitzt dabei am Schlagzeug, wobei er bei einigen Liedern den Gesang übernimmt.
Das erste Album Darkness Walks Beside Me erschien am 27. März 2009 in Skandinavien, eine Woche später auch im restlichen Europa. Es wurde großteils mit Unterstützung von Juho Räihä in den Studios Soundspiral und One Man Army aufgenommen. Das Mastering übernahm Mika Jussila von Finnvox. Jedes Lied des Albums hatte einen Namen, der mit „A Song for...“ begann.
Die Musik auf Darkness Walks Beside Me ist vorwiegend langsam, düster und melancholisch. Während der neun Lieder wird mehrfach das Genre gewechselt, was eine Zuordnung zu einem erschwert. Kritiker beschreiben den Stil meist als Dark oder Doom Metal, aber teilweise auch als Death bzw. Melodic Death Metal. Saukkonen bezeichnet es als eher in Richtung Black Metal und Doom Metal gehend. Die Texte seien eine Art Tagebuch.
Am 31. März 2010 erschien das zweite Album Routa in Skandinavien, einen Tag später im restlichen Europa. Die Platte wurde schon wie der Vorgänger im One Man Army und Soundspiral aufgenommen und bearbeitet. Die Texte wurden alle ausschließlich von Tuomas Saukkonen geschrieben, bis auf den Song Core of Winter, welcher von Sami Lopakka (KYPCK), und der Song Wanderer, welcher von Ville Sorvali geschrieben worden ist. Saukkonen teilte das Album in zwei Teile: So heißt die eine CD Talviaamu (Wintermorgen), die andere Talviyö (Winternacht). Auf Talviaamu sind eher melancholische, ruhige Stücke zu finden, auf Talviyö härtere, brutalere Songs mit einigen Black-Metal-Einflüssen. Die Kritik am Album fällt sehr positiv aus, da sich Saukkonen musikalisch von seinem Stil nicht zurückgezogen hat.

## Diskografie

### Alben
- 2009: Darkness Walks Beside Me (Stay Heavy Records/Cyclone Empire (Soulfood Music))
- 2010: Routa (Stay Heavy Records, Cyclone Empire (Soulfood Music))
- 2011: Blacklight Deliverance (Cyclone Empire (Soulfood Music))

### EPs und Demos
- 2008: Dirty Black Summer (Split-EP mit Before the Dawn, Silentrain, Godsplague und The Final Harvest; wurde nur in der Supermarktkette Antilla und am Tuska 2008 verkauft), (Stay Heavy Records)